# Potoče (Preddvor)
Potoče is een plaats in Slovenië en maakt deel uit van de gemeente Preddvor in de NUTS-3-regio Osrednjeslovenska. De plaats telde 370 inwoners op 1 januari 2020.